# Sebastião Marcos Barbosa Oliveira
Sebastião Marcos Barbosa Oliveira – noto solo come Marcos – (Siqueira Campos, 21 giugno 1976) è un ex calciatore brasiliano, di ruolo portiere.